# (400001) 2006 FW17
(400001) 2006 FW17 es un asteroide perteneciente al cinturón de asteroides, descubierto el 23 de marzo de 2006 por el equipo del Spacewatch desde el Observatorio Nacional de Kitt Peak, Arizona, Estados Unidos.

## Designación y nombre
Designado provisionalmente como 2006 FW17.

## Características orbitales
2006 FW17 está situado a una distancia media del Sol de 2,469 ua, pudiendo alejarse hasta 2,796 ua y acercarse hasta 2,141 ua. Su excentricidad es 0,132 y la inclinación orbital 2,963 grados. Emplea 1417,15 días en completar una órbita alrededor del Sol.

## Características físicas
La magnitud absoluta de 2006 FW17 es 17,9.